# Hrdina Afghánistánu
Hrdina Demokratické republiky Afghánistán (paštunsky: افغانستان دیموکراتیک جمهوریت اتل) bylo nejvyšší státní vyznamenání Demokratické republiky Afghánistán. Vyznamenání založené roku 1986 bylo udíleno občanům Afghánistánu i cizincům za zásluhy o stát a jeho obranu.

## Historie a pravidla udílení
Titul Hrdina Demokratické republiky Afghánistán byl založen 9. srpna 1986 dekretem prezidenta republiky č. 114 a stal se nejvyšším vyznamenáním republiky. Účelem zřízení vyznamenání bylo ocenit občany republiky i cizí státní příslušníky za hrdinské činy ve jménu obrany ideálů Saurové revoluce, ve jménu obrany svobody, územní celistvosti a nezávislosti Afghánistánu a také za vynikající přínos k posílení obranyschopnosti státu. Vyznamenaný kromě titulu obdržel také zlatou medaili, diplom a peněžní cenu. Oceněnému byl také automaticky s titulem udělen Řád Saurové revoluce, který byl roku 1987 nahrazen Řádem slunce svobody.
Během sovětské války v Afghánistánu tento řád obdrželo třináct příslušníků ozbrojených sil. Další tři řády obdrželi kosmonauti Valerij Poljakov, Vladimir Ljachov a Abdul Ahad Mómand. Celkem tak byl tento řád udělen v šestnácti případech.

## Insignie
Zlatá medaile má tvar zlaté pěticípé hvězdy. Uprostřed je státní znak Demokratické republiky Afghánistán. Existují dvě verze, první se státním znakem užívaným do roku 1987 a druhá verze se znakem užívaným v období let 1987 až 1992. Hmotnost medaile je přibližně 15,3 g. Zadní strana je hladká. Medaile je pomocí jednoduchého kroužku připojena ke kovové obdélné destičce pokryté červeným smaltem.